# 埴沙萠
埴 沙萠（はに しゃぼう、1931年2月3日 - 2016年2月23日）は、日本の植物生態写真家。40年以上植物の生態を撮り続けた。特に人生の後半は、植物が芽を出す瞬間を取り続けた。持論は足元に小宇宙がある。

## 概要
大分県臼杵市出身。
1949年に「シャボテン研究家」（原文のママ）の龍膽寺雄に師事。1951年に東京農業大学に砂漠植物研究室を設置したとしている。
また、1960年には静岡県伊東市大室山のシャボテン公園の企画設計を担当し、砂漠植物研究室のコレクションを移した。
なお、同地は2016年10月22日に名称変更して「伊豆シャボテン動物公園」となっている。公園完成後に東京農業大学を辞して、山口県屋代島（周防大島）に移住。同地で沙漠（砂漠の異表記で、より古い書き方。埴沙萠はこの表記を好んで使う）の沙漠植物を研究しながら月刊「Shaboten」「沙漠の花」を発刊。
1968年 もしくは1971年に生まれ故郷である臼杵市にて植物生態を撮影しはじめた。以来45年間もの間、植物の生態を撮り続けた。1994年には「雪のなかの植物の生態を見たくて」群馬県に移り住む。75歳前後（2006年ごろ。ただし、それ以前から撮影していた可能性は高い）からは、「動かない植物が動く瞬間をとらえたい」と願うようになり、動画の撮影も開始する。
2013年にはNHKがその長きに渡り積み重ねてきた植物生態撮影をNHKスペシャル「足元の小宇宙～生命を見つめる植物写真家～」で取り上げ、大反響を呼んだ。春夏秋冬 1年中にただひたすら、植物の命を撮影する様子に密着した同作品は人気を博してDVDにても発売され「植物たちの小さな命の尊さに迫る」とキネマ旬報社に記載された。
生涯に渡って撮影した写真は50万枚を超えると言う。持論は、みな気づかないけど足元に小宇宙がある、それに気付ければ人生幸せになれる。
死去に際して、死後自らのホームーページに掲載するよう依頼した文章「彼岸もこれまた一楽」は以下の通り（抜粋引用）
「私、埴沙萠は85年住み慣れた娑婆を後にして、2月23日にこちらの岸へとやってきました。途中三途の川の渡しで、船頭をやっていた赤鬼青鬼と仲良くなって、いま河原で酒盛りをはじめたところです。鬼たちは、ちょっと見はコワモテですが、意外と気が小さ
くて「最近は渡し賃を値切る亡者がいて」なんてぼやいています。」
「あれっ、いま閻魔さんからメールがきました。なんでも針の山のようなシャボテン公園を作って欲しいとのことです。はっはっ」
「一足お先にこちらの岸にやってきましたが、みなさんもそのうちこちらにお越しの際は、ぜひ埴沙萠をお訪ねください。一献やりましょう。」

## 出版物
埴沙萠の出版物は160を超える。写真集・写真提供が多く文書掲載する場合は共著者が文章を担当する事が多いが、自ら筆を取る事もあった。2006年以降は、動画撮影に取り組んだ関係で、画像出版も見受けられる。

### 写真集
- 『木の芽草の芽』 新峰社 1982 [13]
- 『野菜の花』 岩崎書店 1983 [14]
- 『野の花山の花大図鑑』 講談社 1985 [15]
- 『植物と人間の生活』 (図書館探検シリーズ 24 植物と人間の生活) 1991 リブリオ出版
- 『植物記』福音館書店 1993 [16]
- 『タネはどこからきたか?』 山と溪谷社 2002 (共著:文・鷲谷いづみ) [17]
- 『葉っぱの不思議な力』 山と渓谷社 2005 (共著:文・鷲谷いづみ)[18]
- 『たねのゆくえ 新装版』 あかね書房 2005 [19]
- 『ドングリ 新装版』 あかね書房 2005 [20]
- 『植物のくらし : 美しい写真と動く映像で生きものがよくわかる!』 偕成社 2010 [21]
- 『きのこふわり胞子の舞』 ポプラ社 2011 [22]
- 『足元の小宇宙 : 82歳の植物生態写真家が見つめる生命』 NHK出版 2013[23]

### 動画出版
- 『たねの話』 小学館,ポニーキャニオン (DVD58分) 2003年[24]
- NHKスペシャル 「足元の小宇宙～生命を見つめる植物写真家～」ＤＶＤ版[25]

### 写真提供
- 光の五線譜1 1975[8]
- 『完全版 生きがいの創造: スピリチュアルな科学研究から読み解く人生のしくみ』飯田史彦 PHP研究所 2012年(装丁写真提供[26])

## メディア
- NHKスペシャル 2013年「足元の小宇宙～生命を見つめる植物写真家～」[27]

その他多数のメディア出演が存在する。